# 大果臀果木
大果臀果木（学名：Pygeum macrocarpum）为蔷薇科臀果木属下的一个种。

## 扩展阅读
- 維基物種上的相關：大果臀果木